# Francisco Cárdenas
Francisco Cecilio Cárdenas Sucilla (La Palma, Michoacán, 22 de noviembre de 1878 - Ciudad de Guatemala, 29 de noviembre de 1920) fue un militar mexicano simpatizante del porfiriato y seguidor del régimen de Victoriano Huerta. Fue el asesino material del presidente constitucional Francisco I. Madero.

## Primeros años, porfirista
Nació en La Palma, municipio de Sahuayo, actualmente municipio de Venustiano Carranza, a orillas del lago de Chapala. Fue bautizado en la parroquia del Apóstol Santiago de Sahuayo. Sus padres fueron Melitón Cárdenas y Juana Sucilla. A los diecisiete años se marchó de su casa, vivió en la Ciudad de México y tres años más tarde se trasladó a Apan, lugar donde ingresó a la milicia. Prestó sus servicios en la 3.ª Compañía del 5.° Cuerpo Rural. De acuerdo a su expediente su conducta fue indisciplinada ya que estuvo seis días preso por reñir con un compañero de su clase, y quince días por abuso de autoridad.
En 1903 fue ascendido a sargento, debido a su fidelidad al presidente Porfirio Díaz alcanzó el rango de mayor de rurales. Fue asignado al cuidado de la hacienda del yerno del presidente, Ignacio de la Torre y Mier, en las cercanías de Toluca. Fue opositor a la Revolución maderista. En 1910 mató en combate al magonista Santana Rodríguez. En 1911 fue reportado como protector de los inconformes con del régimen maderista incluyendo a Bernardo Reyes. Entre 1911 y 1912 combate a los zapatistas en Morelia. En 1912 combatió en contra del orozquista Benito Canales.

## Asesino material de Madero
El 22 de febrero de 1913 se le ordenó presentarse con el general Aureliano Blanquet, quien le dijo que el país requería de él un gran servicio, el cual consistía en matar a Francisco I. Madero, José María Pino Suárez y a Felipe Ángeles. Para convencerlo le dijo que se trataba de un acuerdo tomado por todos los ministros y lo llevó ante la presencia de Félix Díaz, Cecilio Ocón y del ministro de Guerra Manuel Mondragón. Después de halagarlo le explicaron que la comisión consistía en simular un asalto. Ante la seriedad y riesgo de la comisión, Cárdenas pidió confirmar la orden con Victoriano Huerta. Huerta corroboró que se trataba de una decisión consensuada por todos los ministros, Cárdenas le preguntó si habría de matar a los tres prisioneros, a lo que Huerta le contestó: "Bueno, que se quede Ángeles, pero los otros dos, hay que matarlos hoy mismo".
El yerno del expresidente Porfirio Díaz, Ignacio de la Torre y Mier, de quien era hombre de confianza en su hacienda de Tlaquiltenango, alquiló el auto de sitio al Mayor para que fueran llevados a la Penitenciaria de Lecumberri, Madero y Pino Suárez.
Cárdenas, en compañía de Joaquín Chicharro, Rafael Pimienta, Francisco Ugalde y Agustín Figueres, llevó a cabo el plan trazado: la pequeña escolta transportó a Madero y Pino Suárez hacia la penitenciaría de Lecumberri, al llegar al lugar, el recién nombrado director de la cárcel, Luis Ballesteros, les indicó que los esperaban al fondo del costado oriente Cecilio Ocón y los suyos. Una vez en ese sitio apartado, Cárdenas liquidó a Madero, mientras que Pimienta hizo lo mismo con Pino Suárez. Después, para fingir el asalto, dispararon a los vehículos. Mondragón le pagó a Cárdenas y a sus acompañantes la cantidad de dieciocho mil pesos por haber cumplido la comisión.

## Huertista
Dos días después de los asesinatos fue ascendido a teniente coronel y en febrero de 1914 fue ascendido a general. Al iniciarse los levantamientos en contra del régimen huertista, su casa en La Palma fue incendiada por las tropas revolucionarias de Adolfo Trujillo. Los maderistas arraigados intentaron matarlo. Se le asignó la comandancia del 7.° Cuerpo de Rurales en Tacámbaro. En abril de 1913 defendió sin éxito dicha plaza, la cual cayó en manos de los revolucionarios Gertrudis Sánchez, José Rentería Luviano y Joaquín Amaro. En Jiquilpan, donde operaba el general Guillermo García Aragón, compadre de Zapata, los elementos rurales bajo el mando de Cárdenas repelieron al lugarteniente de Luviano, Pedro Lemus, ocuparon las oficinas de la imprenta La Económica, revisaron los impresos y quemaron el archivo. En el mes de julio logró vencer por sorpresa a Rentería en Guaracha, en el lugar ordenó el fusilamiento de Roberto Alvírez. Cárdenas se trasladó a Morelia en donde visitaba diversas cantinas y prostíbulos presumiendo la bala con la que supuestamente había matado a Madero. Al ser ascendido a general de división, intentó visitar el domicilio particular del entonces gobernador Miguel Silva, pero este, indignado, le escupió a la cara y le gritó "¡fuera de aquí, asesino!".

## Escape a Guatemala y muerte
A mediados de 1914, al caer el régimen huertista y firmarse los Tratados de Teoloyucan, Cárdenas abandonó a su mujer y a sus hijos para escapar a Guatemala. Intentó en vano aliarse con Pascual Orozco para combatir a los carrancistas. Fijó su residencia en Ayutla, se mezcló con los medios más altos de la sociedad. Tuvo amoríos con la señora Fonseca de Garavito, en 1920 fue acusado y hecho prisionero por haber sido el autor intelectual e instigador del intento de homicidio de su esposo, Abraham Garavito, el cual fue perpetrado por Herlindo García.
Simultáneamente en México había logrado el éxito el Plan de Agua Prieta, las nuevas autoridades mexicanas del presidente Adolfo de la Huerta reabrieron el caso de los asesinatos de Madero y Pino Suárez, y solicitaron la extradición de Cárdenas. Las amistades de Cárdenas lograron convencer a un juez para que le otorgase la libertad, arguyendo que las lesiones de Garavito eran muy leves y depositando cinco mil pesos. Intentó esconderse en la municipalidad de Las Vacas, pero fue capturado por el teniente José Macario Pérez el 29 de noviembre de 1920. Fue conducido a la ciudad de Guatemala, en el trayecto intentó sobornar a sus captores, los cuales se negaron. Durante los descansos en el camino realizó diversas anotaciones a un diario que portaba. Al llegar a la Plaza de Armas de la capital sacó una pistola calibre 32 marca Galand que llevaba escondida en su bota, disparó contra el soldado Julián Cázares, a quien hirió en la nuca, antes de que el resto de la tropa reaccionara, Cárdenas se suicidó disparándose en la boca. A lo largo de su vida llegó a contar al menos cuatro versiones de la forma en que ocurrieron los asesinatos de Madero y Pino Suárez, su diario se encuentra en el Ministerio de Relaciones Exteriores de Guatemala.